# MTV 00s
MTV 00's (MTV Noughties) este un canal de televiziune muzical cu videoclipuri muzicale din anii 2000. Acesta a fost lansat pe 2 august 2021, înlocuind VH1 Europe, primul videoclip văzut la ora 05:00 CET (ora 06:00 EET) a fost Can't Fight the Moon Light de LeAnn Rimes.

## Istorie

### Înainte de lansare
Pe 6 septembrie 2014, un program cu videoclipuri muzicale din anii 2000 - "Sounds Of The 00s" a apărut pe VH1 Classic. În aprilie 2015, VH1 Europa a început difuzarea unui maraton de videoclipuri muzicale din 2000 - "Nothing But The 00s". Pe 10 ianuarie 2018, a apărut un alt program pe VH1 Classic - "00s Boys vs 00s Girls". La sfârșitul lunii iunie 2018, toate aceste programe au fost anulate. Pe 1 octombrie 2018, "Sounds Of The 00s" a fost redenumit "Nothing But The 00s".

### Canal pop-up, lansare
În perioada 29 mai – 22 iunie 2020, MTV OMG a fost rebranduit temporar la MTV 00s.
Începând cu data de 5 iunie 2021, VH1 Europe a introdus mai multe single-uri din epoca anilor '00 și și-a adaptat programarea la aceasta. La sfârșitul difuzării sale pe 1 august 2021 - cea de-a 40-a aniversare a MTV - VH1 Europe și-a încetat programarea obișnuită și a difuzat doar single-uri din anii '00. Din 2 august 2021, canalul difuzează non-stop, înlocuind VH1 Europe.

## Programe difuzate în prezent
- "Hits Don't Lie"[1]
- "Non-Stop Nostalgia"[1]
- "Artist vs Artist"
- "Class Of…!" (2000-2009)
- "2-4-1 Hits!"
- "Chillout Zone"
- "Classic Collabs!"
- "Can't Fight the Pop Ballads!"
- "Rap & R'N'B' Jamz"
- "Dancefloor Fillers!"
- "Rock'N'Roll Anthems!"
- "Crazy In Love!"
- "Get The Party Started!"
- "The 40 Greatest…!"
  - Boys
  - Girls
  - Hits
  - Power Ballads
  - RnB Hits
  - Collabs